# 絲尾紅鑽魚
絲尾紅鑽魚（学名：Etelis coruscans），又稱長尾濱鯛、闪灼红钻鱼，為輻鰭魚綱鱸形目鱸亞目笛鯛科的其中一個種。

## 分布
本魚廣泛分布於印度太平洋區，包括東非、馬達加斯加、模里西斯、塞席爾群島、馬爾地夫、印度、斯里蘭卡、安達曼海、緬甸、泰國、馬來西亞、越南、菲律賓、中國、日本、琉球群島、澳洲、台灣、印尼、澳洲、馬里亞納群島、密克羅尼西亞、所羅門群島、諾魯、帛琉、斐濟群島、萬納杜、新幾內亞、新喀里多尼亞、夏威夷、東加、吐瓦魯、法屬波里尼西亞、吉里巴斯、薩摩亞群島等海域。

## 深度
水深50至200公尺。

## 特徵
本魚體呈長紡錘形；標準體長約為體高之3.18倍。兩眼間隔平扁。眼前方無溝槽。頭頂無鱗，下頜突出於上頜；上頜骨末端延伸至眼中部的下方；上頜骨被鱗。上下頜具多列細齒，外列齒擴大；上下頷有犬齒，鋤骨具寬的新月形齒帶。體被中大型櫛鱗，背鰭及臀鰭上均裸露無鱗；側線完全且平直。背鰭軟條部及臀鰭基部無鱗；且背鰭軟條部之間有較深的刻痕，背鰭硬棘10枚，軟條11枚；臀鰭硬棘3枚，軟條8枚；胸鰭長約等於頭長；尾鰭深分叉，成魚尾鰭上下葉不同長。體一致為鮮紅色，腹部較淡色。體長可達70公分。

## 生態
本魚棲息在較深的海域之中，離海底數公尺地區游動覓食，發現食物，喜俯衝攻擊或食餌。主要攝食魚類、烏賊及甲殼類等。

## 經濟利用
為重要之食用魚，味美，適宜做生魚片，各部位皆能調出好的料理，尤以腹部肉塊煎食最佳。